# Haemanthus avasmontanus
Haemanthus avasmontanus är en amaryllisväxtart som beskrevs av Moritz Kurt Dinter. Haemanthus avasmontanus ingår i släktet Haemanthus och familjen amaryllisväxter. Inga underarter finns listade i Catalogue of Life.